# Saint-Laurent-du-Plan
Saint-Laurent-du-Plan település Franciaországban, Gironde megyében. Lakosainak száma 82 fő (2022. január 1.). Saint-Laurent-du-Plan Saint-Exupéry, Morizès, Sainte-Foy-la-Longue és Saint-Laurent-du-Bois községekkel határos.

## Népesség
A település népessége az elmúlt években az alábbi módon változott:
| Lakosok száma | 80   | 74   | 79   | 79   | 93   | 94   | 92   | 84   | 83   | 82   |
|               | 1968 | 1982 | 1990 | 2006 | 2013 | 2015 | 2017 | 2019 | 2020 | 2022 |